# Човекът с кинокамерата
„Човекът с кинокамерата“ (на руски: „Человек с киноаппаратом“) е съветски документален филм от 1929 година, режисиран от Дзига Вертов по негов собствен сценарий. Филмът е ням и няма интертитри, като си поставя за цел експериментирането с чисто кинематографични изразни средства, без използването на драматургични или литературни елементи. Включва непрекъсната поредица от сцени, заснети в няколко съветски града, главно в Одеса, и е известен с множеството нови за времето си кинематографични техники.